# William McKie
William McKie   (27 de desembre de 1884 - Bromley, 27 de març de 1956) va ser un lluitador britànic que va competir a principis del segle xx. El 1908 va disputar els Jocs Olímpics de Londres, on guanyà la medalla de bronze de la categoria del pes ploma de lluita lliure, després de perdre en semifinals contra l'estatunidenc George Dole, i guanyar el combat per la tercera posició contra William Tagg.